# Come Undone (Duran Duran)
Come Undone è un singolo del gruppo musicale britannico Duran Duran, pubblicato il 29 marzo 1993 come secondo estratto dal settimo album in studio Duran Duran (The Wedding Album).
Dopo il successo commerciale di Ordinary World, diventa il secondo singolo consecutivo del nuovo album nella Top 10 statunitense.

## Descrizione
Il chitarrista del gruppo di allora, Warren Cuccurullo, ha il merito di aver sviluppato la parte strumentale per Come Undone, soprattutto il suo gancio per chitarra, che compose mentre tentava di eseguire una reinterpretazione di First Impression dal precedente album Liberty del 1990; il cantante Simon Le Bon si appassionò alla musica e iniziò a trovare le parole per il testo.
La canzone fu inclusa all'ultimo momento nel The Wedding Album del 1993. Il bassista John Taylor non prese parte alle registrazioni del brano, anche se appare nel video musicale. John Jones contribuì alle parti di basso in sua assenza. La cantante Tessa Niles incise la seconda voce. La canzone contiene inoltre un campionamento del brano Ashley's Roachclip dei The Soul Searchers.

## Video musicale
Il videoclip, diretto da Julien Temple e girato presso il London Aquarium, mostra il gruppo che esegue il brano, mentre una donna lotta sott'acqua per liberarsi dalle catene che la legano.

## Tracce
7" Single
1. Come Undone (Edit) – 4:15
2. Ordinary World (Acoustic) – 5:05

CD-Maxi
1. Come Undone (Edit) – 4:18
2. Come Undone (FGI Phumpin' 12) – 8:18
3. Come Undone (La fin de siècle) – 5:26

## Formazione
Duran Duran
- Simon Le Bon – voce
- Nick Rhodes – tastiera
- Warren Cuccurullo – chitarra
- John Taylor – basso

Altri musicisti
- John Jones – batteria, basso, tastiera
- Tessa Niles – seconda voce

## Classifiche
| Classifica (1993)                | Posizione massima |
| -------------------------------- | ----------------- |
| Australia                        | 19                |
| Belgio (Fiandre)                 | 42                |
| Canada                           | 2                 |
| Francia                          | 26                |
| Germania                         | 42                |
| Irlanda                          | 9                 |
| Italia                           | 6                 |
| Nuova Zelanda                    | 16                |
| Regno Unito                      | 13                |
| Stati Uniti                      | 7                 |
| Stati Uniti (adult contemporary) | 19                |
| Stati Uniti (alternative)        | 12                |
| Stati Uniti (pop)                | 2                 |
| Stati Uniti (radio)              | 6                 |
| Svezia                           | 21                |